# Луніта
L'Unità (італ. Єдність) — італійська газета, заснована 12 лютого 1924 року керівником Італійської комуністичної партії Антоніо Ґрамші.
З 1924 по 1991 рік була офіційним органом преси Італійської комуністичної партії. Сьогодні газета не пов'язана з будь-якою партією, однак її політика близька до позиції Італійської Демократичної партії.